# Ciron (Indre)
Ciron is een gemeente in het Franse departement Indre (regio Centre-Val de Loire) en telt 562 inwoners (2015). De plaats maakt deel uit van het arrondissement Le Blanc.

## Geografie
De oppervlakte van Ciron bedraagt 58,8 km², de bevolkingsdichtheid is 8,6 inwoners per km². De Creuse stroomt door de gemeente.

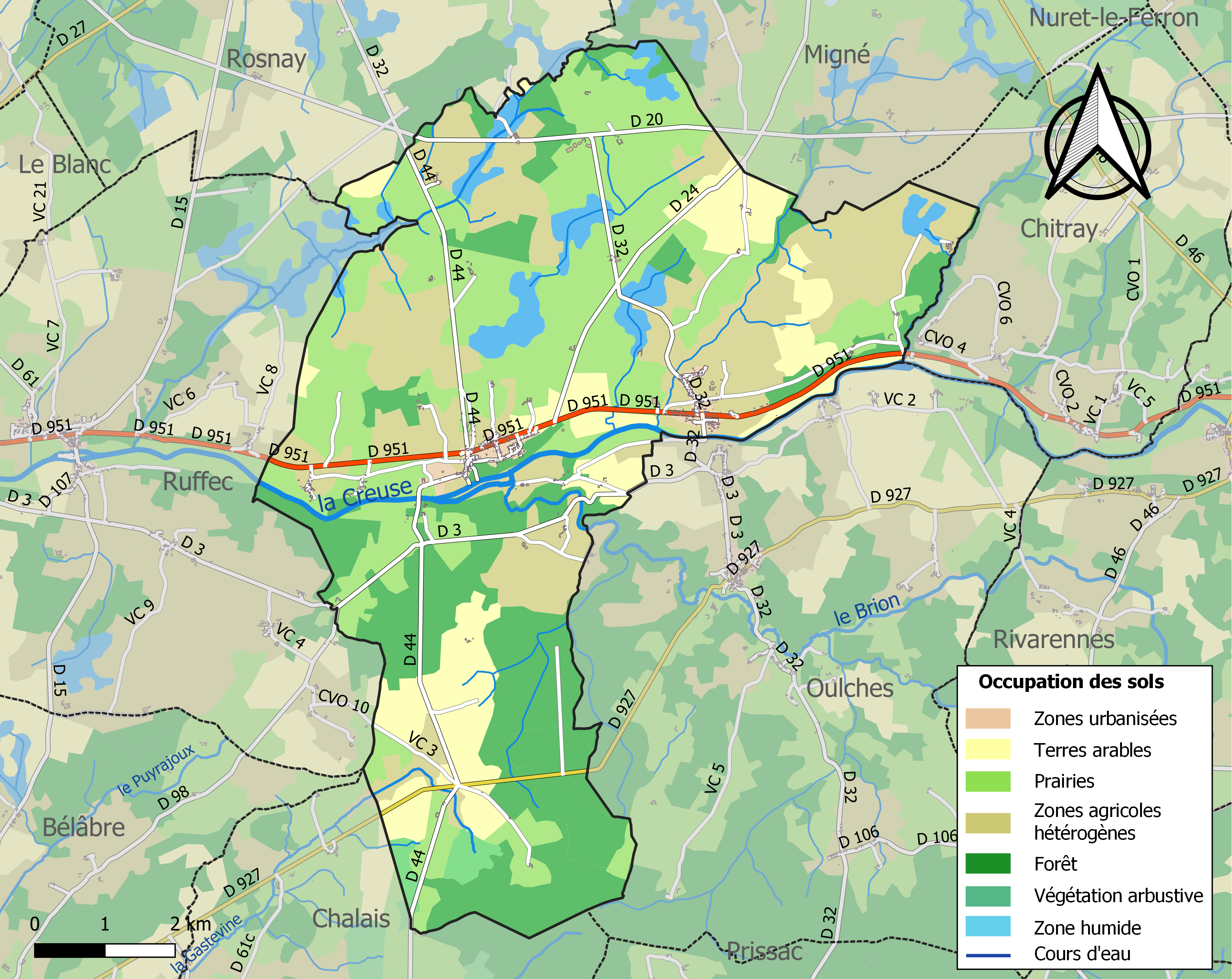
Kaart van de gemeente met de belangrijkste infrastructuur, bodemgebruik en omliggende gemeenten

## Bezienswaardigheden
- De dodenlantaarn
- Het kasteel Romefort
- De Dolmen en Steencirkel (Cromlech) van Sénevaut
- De versterkte woning "de la Boissière"
- De Saint-Georges-kerk (13e eeuw)

## Demografie
Onderstaande figuur toont het verloop van het inwonertal (bron: INSEE-tellingen).

## Galerij

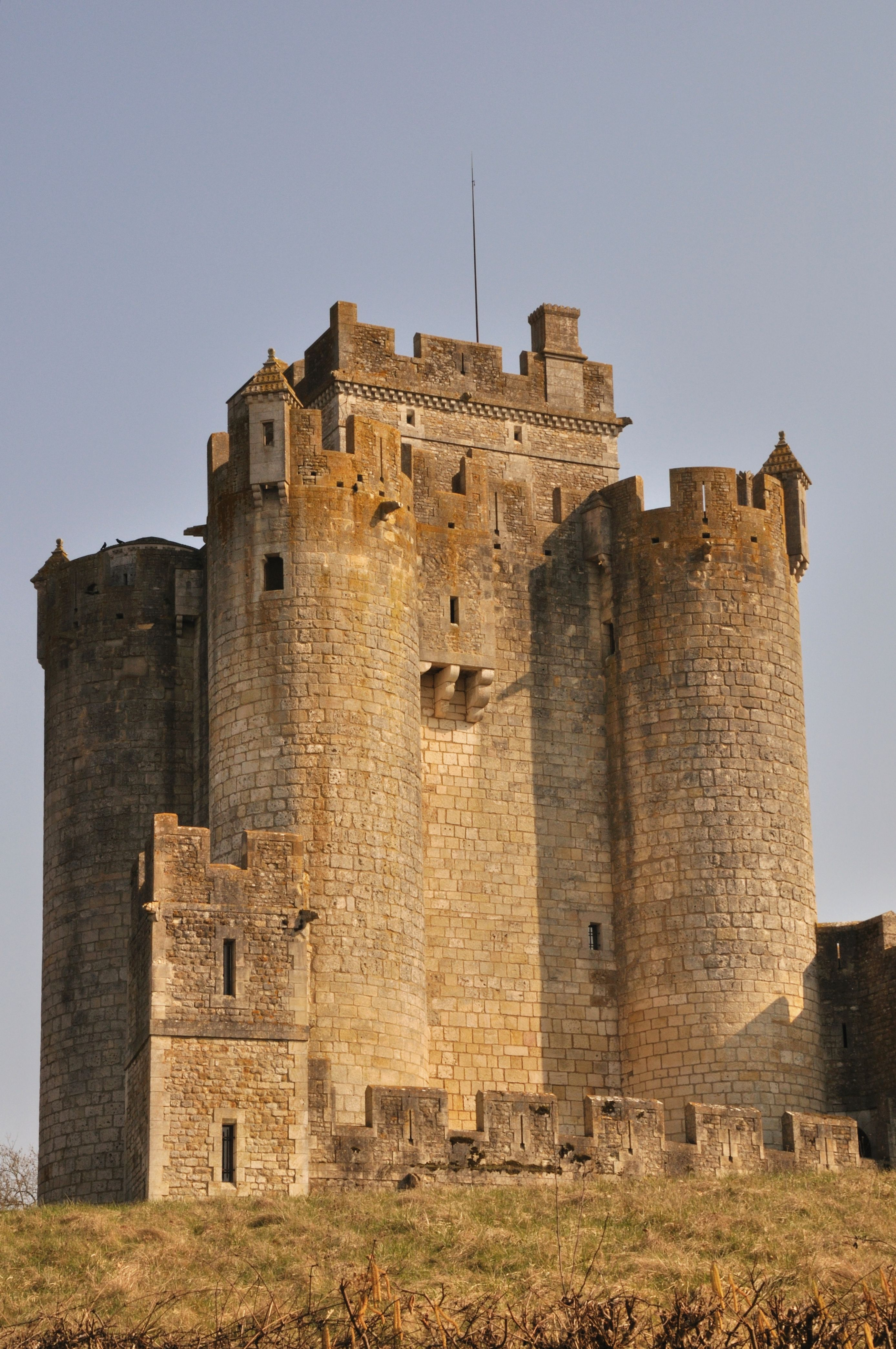
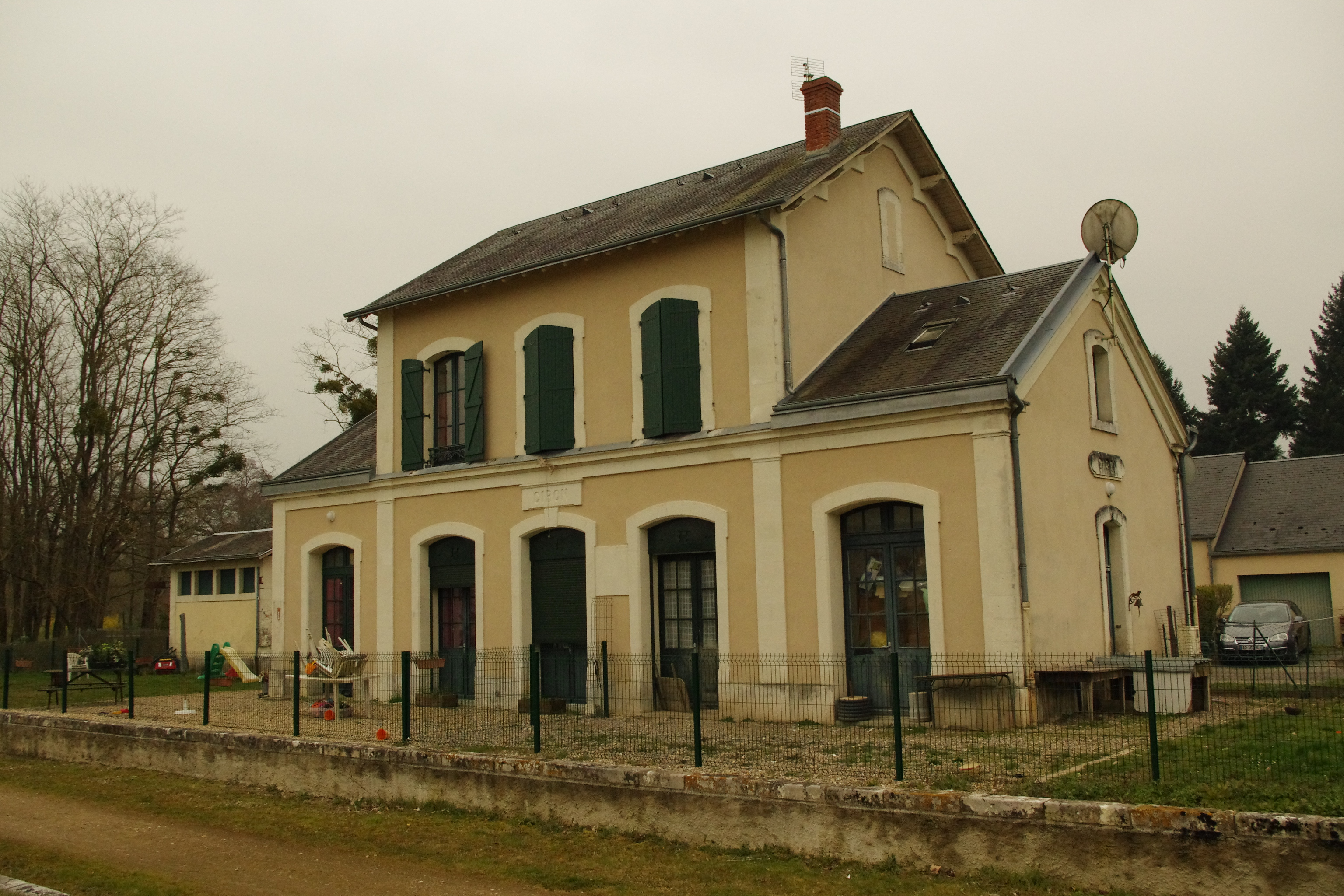
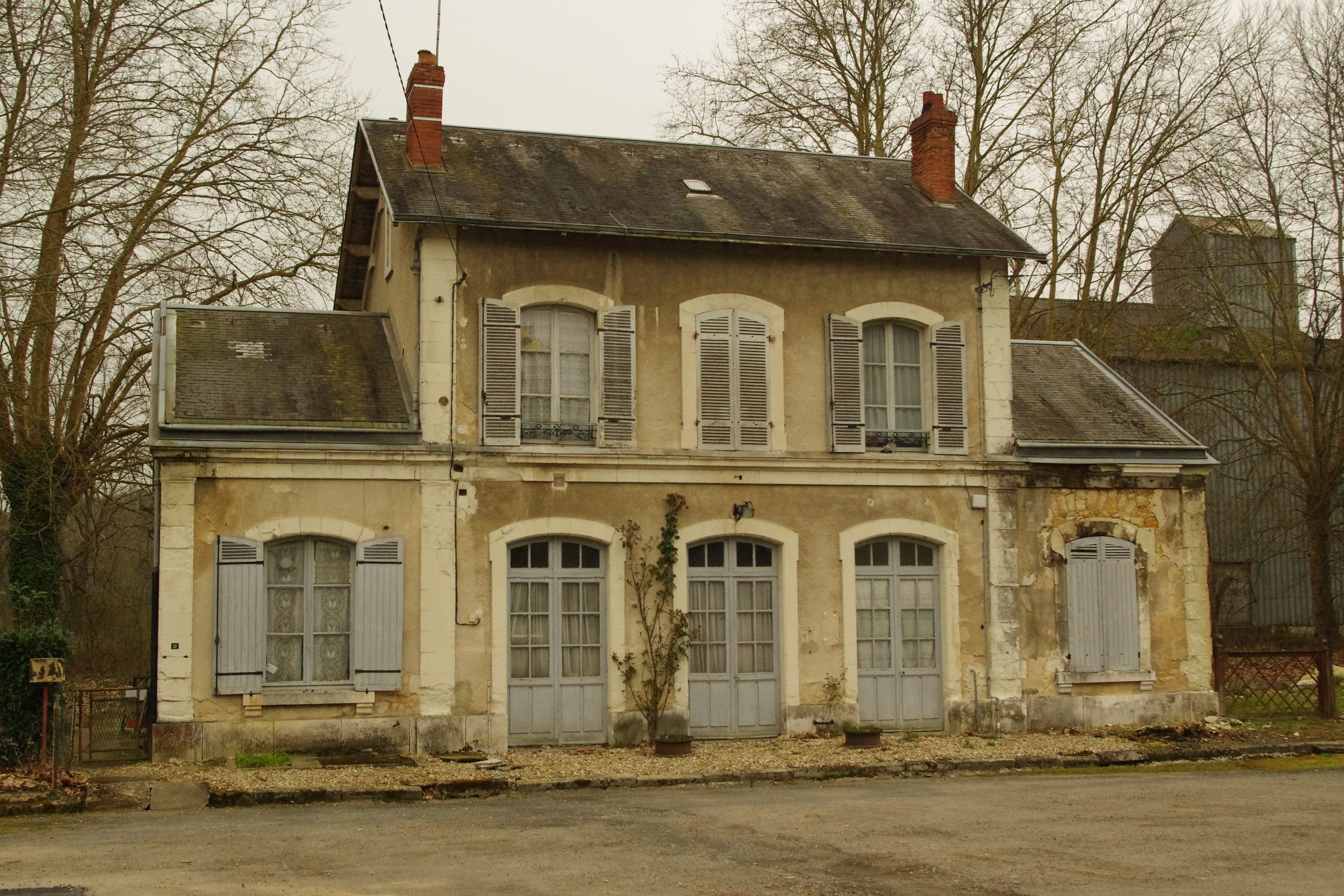
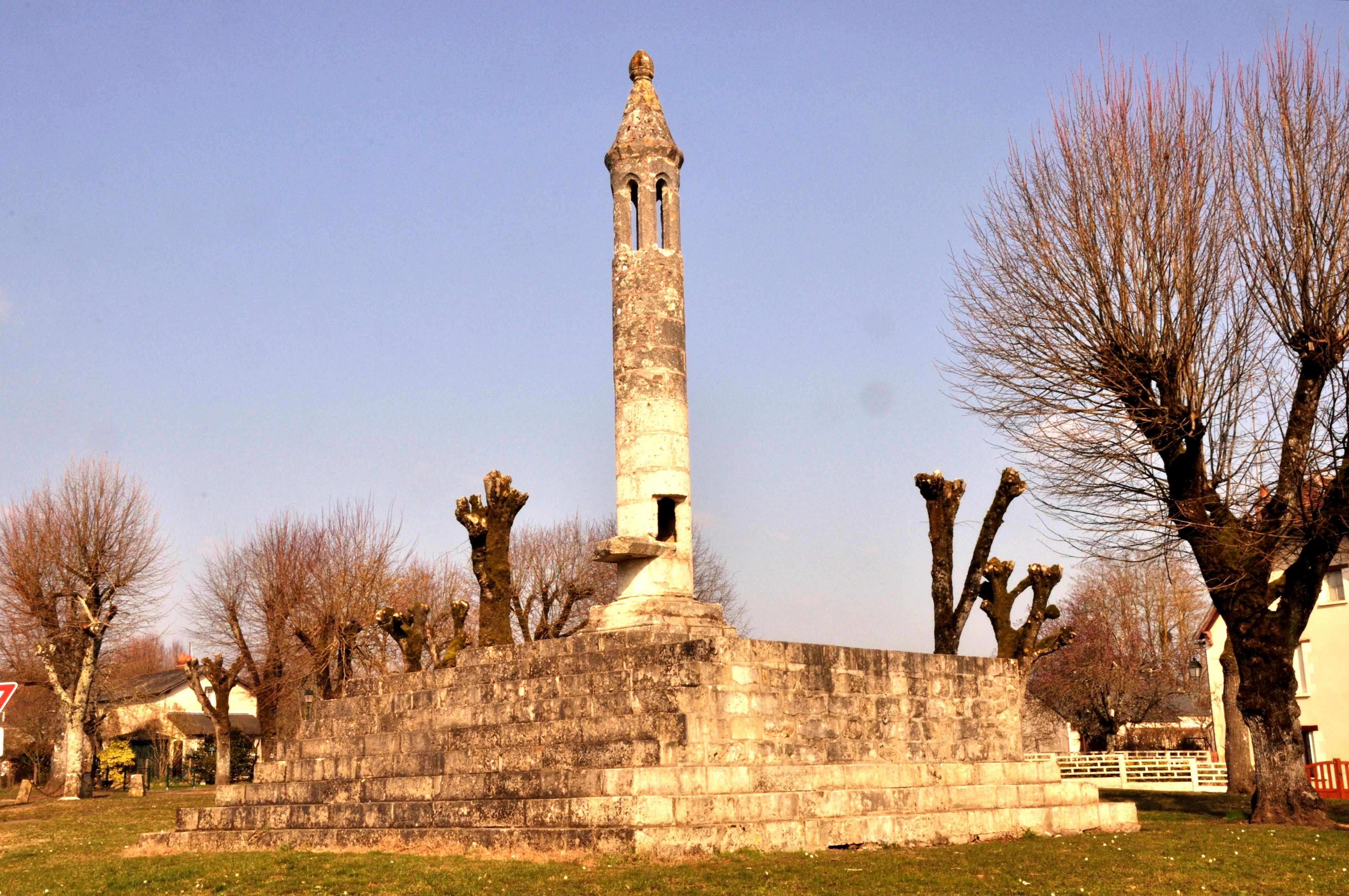